# Lappland
 For Lappland i Finland, se Lappi. (Se også artikler, som begynder med Lappi)
Lappland er en historisk provins (landskap) i Norrland i det nordlige Sverige. 109 702 km², 100 980 indbyggere. Amter (län): Västerbottens län og Norrbottens län. Større byer Kiruna og Lycksele.

## Landskabssymboler[1]
Lapps våben viser en vildmand, landskabsdyr er polarræven, Alopex lagopus, og landskabsblomst er almindelig rypelyng, Dryas octopetala.
Andre symboler er:
- Landskabsfugl: Blåhals, Luscinia svecica
- Landskabssvamp: Leccinum versipelle
- Landskabssten: Apatitjernmalm
- Landskabsfisk: Fjeldørred, Salvelinus alpinus
- Landskabsmos: Lysegrøn Voksmos, Pohlia wahlenbergii
- Landskabsinsekt: Høsommerfugl, Colias hecla
- Landskabsæblesort: Rescue
- Landskabsgrundstof: Sølv (Ag)